# Politiquement correct
 (décembre 2021).
Si vous disposez d'ouvrages ou d'articles de référence ou si vous connaissez des sites web de qualité traitant du thème abordé ici, merci de compléter l'article en donnant les références utiles à sa vérifiabilité et en les liant à la section « Notes et références ».
Le politiquement correct (anglicisme de politically correct ou political correctness, souvent abrégé PC en anglais) ou rectitude politique (au Québec) désigne, principalement pour la dénoncer, une attitude qui consiste à policer excessivement ou modifier des formulations parce qu'elles pourraient heurter certaines catégories de personnes, notamment en matière d'ethnies, de cultures, de religions, de sexes, d'infirmités, de classes sociales ou d'orientation sexuelle.
Les locutions et mots considérés comme offensants ou péjoratifs sont remplacés par d'autres considérés comme neutres et non offensants. Le langage politiquement correct utilise abondamment l'euphémisme, les périphrases, les circonlocutions, voire les créations de mots et de locutions nouvelles.
L'expression, « politiquement correct » est un calque, de l'anglais ou de l'anglais américain politically correct. Elle est apparue vers la fin du XXe siècle pour qualifier la rectitude diplomatique, c'est-à-dire une façon acceptable de s'exprimer en société, en public. On l'utilise soit pour promouvoir ce mode d'expression soit pour le tourner en dérision. Au Québec, le terme utilisé est surtout celui de rectitude politique, mais il est moins connoté négativement.
Si certaines pratiques qualifiées de politiquement correctes sont anciennes, elles polarisent aujourd'hui un débat politique autours de l'usage de langue et du lexique, en particulier à propos de sujets polémiques. 

## Histoire
On trouve des traces relativement anciennes de l'expression « politiquement correct ». Elle apparaît ainsi dès 1793 dans un jugement rendu par la Cour suprême des États-Unis. En France, le philosophe Michel Foucault écrit en 1968 : « […] une pensée politique ne peut être politiquement correcte que si elle est scientifiquement rigoureuse. » Mais le sens diffère ici de celui de l'expression consacrée. Utilisée ultérieurement par les milieux conservateurs américains, diffusée sur les campus américains au cours des années 1980, l'expression visait à moquer, et à combattre, les discours employés à gauche qui instaureraient une forme de censure pour ne pas offenser tel ou tel groupe d'individus. L'expression s'est répandue en français au début des années 1990[réf. nécessaire]. Elle se rapproche, dans le langage courant, des expressions « bien-pensance »[non neutre] ou « conformisme ». Ce qui est le plus souvent retenu contre le politiquement correct, c'est qu'ils constituerait une limitation de la liberté d'expression, une déformation de la réalité ou encore un appauvrissement de la langue française.

### Aux États-Unis
Aux États-Unis, l'expression Political Correctness a une longue histoire. Au XIXe siècle et longtemps au cours du XXe siècle, elle s'appliquait plutôt à désigner la justesse dans des contextes juridiques ou politiques. Les mots « correct » et « correctness » y avaient l'acception de « correction grammaticale » ou de « correct selon les règles du droit », que ce soit le droit civil ou le droit constitutionnel. Ce n'est que tardivement, dans la décennie 1980, qu'il acquit une nouvelle acception, qu'on peut exprimer comme linguistiquement conforme ou approprié au regard des mœurs et des opinions courantes, propres à un lieu et à une époque.
De nos jours, cela désigne un discours ou des attitudes cherchant à réduire les possibilités d'offense ou d'outrage contre un groupe de personnes ou une communauté. Cette notion est généralement considérée comme propre à la culture anglo-saxonne.
D'abord utilisé au sein de la gauche américaine pour se moquer des idées trop rigides ou doctrinaires dans leur propre camp, le terme est repris par les conservateurs, pour dénoncer une idée qui conduirait à la censure et constituerait une atteinte à la liberté d'expression. Le politiquement correct inspirerait l'évolution du multiculturalisme, de l'identité politique[Quoi ?], de la sociologie[évasif], il servirait la cause des mouvements progressistes tels que le féminisme.
Cependant, des commentateurs de la gauche nord-américaine soutiennent que l'expression « politiquement correct » a été forgée par les conservateurs américains vers 1980 pour discréditer le progressisme. Selon ces commentateurs il n'y a jamais eu de « mouvement du politiquement correct » aux États-Unis, et le terme serait utilisé pour détourner l'attention du débat de fond sur la discrimination et les inégalités de traitement basés sur la race, la catégorie sociale, le genre ou l'orientation sexuelle.

### En France
La langue de bois est un corollaire français du politiquement correct. Celle-ci comporte plusieurs variantes selon le contexte et l'époque.
Robert Beauvais en 1970, nomme « hexagonal » un langage constitué de poncifs journalistiques ; l'« hexagonalisation lénifiante » tend à masquer des réalités gênantes par des formules tarabiscotées, ainsi quand un ministre parle de la « décélération de l'allègement des impôts » pour dire que les impôts augmentent. À l'époque, si l'emploi du terme « Hexagone » pour dire « France » était inoffensif, l'usage de « handicapé » pour « invalide » ou de « non-voyant » pour « aveugle » étaient perçus comme une étrangeté, mais s'est pérennisé[réf. nécessaire] .
La langue de bois de combat fait l'inverse en amplifiant les différences : « les agresseurs américains et leurs laquais », « la gangrène syndicale », et autres locutions à l'usage des militants[réf. nécessaire] .
Le langage politiquement correct évolue avec le temps et selon les contextes. S'il est assez facilement détectable dans le discours des partis politiques, il s'impose de façon plus insidieuse dans la langue quotidienne, en particulier celle des médias. De nos jours[Quand ?], le politiquement correct concerne surtout le sexe ou le genre.[précision nécessaire]
Dans la francophonie, l'expression « politiquement correct » s'est diffusée assez récemment et semble en retrait. Il s'agit d'un anglicisme, les deux termes n'ayant pas, en français, la même extension qu'en anglais. Le développement de son usage s'est fait surtout durant la décennie 1990, mais, à cause de son manque de motivation linguistique, elle n'a jamais eu la même extension d'usage que dans les pays anglophones.[précision nécessaire]

## Conception anglo-saxonne

### Utilisation
Le principe du politiquement correct est que le choix des mots peut encourager, favoriser ou même établir certains rapports sociaux, et que les résultats obtenus profitent à la société. Cette observation à l'égard du politiquement correct concerne certains mouvements politiques, notamment le mouvement pour les droits des homosexuels, les féministes, le multiculturalisme et le mouvement des droits civiques. Par exemple, des expressions comme « lineworker » au lieu de « lineman » (« monteur à la chaîne », en anglais, l'ancienne expression contenait le mot « homme » et a donc été jugée discriminatoire envers les femmes), « chairperson » ou « chair » à la place de « chairman » (la « personne du fauteuil », ou le « fauteuil », à la place de « l'homme du fauteuil », c'est-à-dire le président), ou l'usage systématique de l'expression « Native Americans » (« Américains natifs ») plutôt que d'« Indiens », sont des références pour caractériser les partisans du politiquement correct comme excessivement pointilleux ou même coercitifs. Le politiquement correct s'applique même aux objets inanimés, ce qui est encore un autre aspect du débat.[précision nécessaire]
Le terme politiquement correct, de la manière dont il est utilisé le plus souvent, implique qu'une proportion importante des gens font un choix politique conscient des mots qu'ils utilisent dans leurs paroles et leurs écrits, avec l'intention de répandre cette pratique le plus largement possible, et ainsi, de changer les rapports sociaux ; implicitement, il est entendu que ces personnes sont la gauche, ou une partie importante de la gauche ; que ce choix politique des mots est un phénomène unique, concerté, qu'on appelle le « politiquement correct » ; et enfin, que l'utilisation de ces mots choisis s'est développée d'une manière à porter atteinte à la liberté d'expression.
Ce à quoi ceux qui pratiquent de tels choix répondent que l'expression « politiquement correct » fait partie des attaques contre la justice sociale ou le progressisme politique, et que le fait d'exprimer une opinion, ou de débattre publiquement de l'usage de la langue ne peuvent en eux-mêmes constituer de l'intolérance ou de la censure[réf. nécessaire].
Ceux qui utilisent le terme « politiquement correct » pour désigner une mode expriment souvent des craintes sur la possible dilution du discours et l'impossibilité de décrire et de relier entre eux les problèmes sociaux. La critique politiquement correcte du langage inhibe l'expression libre, particulièrement celle d'opinions qui risquent de blesser tel ou tel groupe. Ils ajoutent également que le discours politiquement correct protège exagérément des groupes minoritaires, notamment lorsqu'il est utilisé pour éviter de reconnaître toute imperfection ou écart de conduite d'un des membres du groupe[réf. nécessaire] .
L'expression est tirée du vocabulaire marxiste-léniniste[réf. souhaitée], où elle qualifie la ligne du parti après la révolution russe de 1917, puis elle est utilisée de manière plaisante dans la gauche nord-américaine au début des années 1980. Dans ce contexte, elle est appliquée à tout engagement excessif pour l'une des causes de gauche, spécialement marxistes et féministes, ainsi qu'à tous ceux qui, concernés par ces causes, se consacrent davantage au discours ou au vocabulaire qu'à l'action[réf. nécessaire].
L'expression redevient populaire au début des années 1990 comme élément de la tentative des conservateurs d'influencer les méthodes d'enseignement et les programmes des universités,,,,. Dans ce contexte, la notion de politiquement correct est présentée comme un mouvement de gauche, venu des cercles gauchistes universitaires, comme une tentative de créer une nouvelle doctrine sur l'orthodoxie sociale incluant une modification du vocabulaire que certains trouvent offensant.
L'utilisation de l'expression décline à la fin des années 1990, et ne se retrouve plus que dans les comédies, avec une signification incertaine. Elle est toutefois reprise depuis quelques années par des groupuscules ou des écrivains multiculturalistes qui rejettent (ou ignorent) ses origines et ses connotations controversées. Elle est aussi reprise par la gauche pour moquer les clichés conservateurs, comme les « valeurs familiales », le « conservatisme compatissant » ou « Dieu et la patrie »[réf. nécessaire] .
Quelques effets significatifs dans les expressions usuelles sont l'expression « salad bowl » remplaçant parfois « melting pot », ou la règle du « no hyphen » (« African American » serait correct, « African-American » serait considéré comme insultant), ou encore l'acceptation grandissante — en dépit de la grammaire classique — de « they » et « their » employés au singulier comme une forme neutre supplantant « he » ou « she », « his » ou « her », dans les formulations collectives ou indéterminées, de façon à ne pas privilégier l'un ou l'autre genre (ou même ceux qui se définissent comme intermédiaires, voire dépourvus de genre)[réf. nécessaire] .

### Usages antérieurs
L'expression « politiquement correct » est utilisée bien avant le XXe siècle, ce qui conduit les défenseurs du concept à penser que la sensibilité politique de certaines expressions n'est pas nouvelle. La plus ancienne utilisation citée est celle de la décision de la Cour suprême dans l'affaire Chisholm vs. Georgia (1793), où il est avancé que l'emploi de certains termes n'est pas correct, dans le contexte politique des États-Unis de cette époque[réf. nécessaire] .

« Les États, plutôt que les individus pour les intérêts de qui les États existent, sont fréquemment les objets qui attirent et focalisent la majeure partie de notre attention […]. Des sentiments et expressions aussi inadéquates abondent dans notre langage commun, y compris le plus convivial. Ainsi, si l'on trinque pour honorer “les États-Unis”, on n'honore pas “le peuple des États-Unis”. Cela n'est pas politiquement correct.
(The states, rather than the People, for whose sakes the States exist, are frequently the objects which attract and arrest our principal attention […]. Sentiments and expressions of this inaccurate kind prevail in our common, even in our convivial, language. Is a toast asked? 'The United States,' instead of the 'People of the United States,' is the toast given. This is not politically correct.) »

Le premier usage au XXe siècle se retrouve au chapitre 1 de l'autobiographie du sénateur Robert La Follette junior, parue en 1912[Où ?]. À propos de son éducation à l'université du Wisconsin, il dit[réf. nécessaire] :

« À cette époque, nous n'avions pas d'idées politiques ou économiques correctes, domaines où il n'y avait alors que peu d'enseignements dignes de ce nom, mais ce que nous avons pu tirer de ces enseignements, et particulièrement de celui de John Bascom, est une attitude correcte vis-à-vis des affaires publiques. Et quand tout est dit, cette attitude est plus importante que tous les avis définitifs qu'un homme peut avoir. »

Là encore, l'expression « politiquement correct » fait expressément référence, dans l'opinion de l'auteur, à des opinions politiquement incorrectes, ce qui est différent de l'usage actuel[Lequel ?].

On peut citer encore un autre usage littéral dans le roman de Henry Vollam Morton (en), In the Steps of St. Paul (paru en 1936) : 

### Justifications linguistiques
L'un des principaux arguments avancés en faveur de l'utilisation du langage politiquement correct est d'empêcher l'exclusion ou les insultes discriminantes, basées sur des différences physiques ou des handicaps. Un autre repose sur l'hypothèse de Sapir-Whorf, qui énonce que les structures grammaticales d'une langue façonnent les idées des orateurs et les actions de tout un chacun. Le but est donc de faire prendre conscience à chacun de ces biais inconscients, pour leur permettre de faire un choix volontaire de leurs mots, sachant ce que les autres personnes trouvent offensant[réf. nécessaire] .
Un exemple courant est l'usage de l'expression « mentalement déficient » de préférence à « fou »[réf. nécessaire].
Malgré tout, les critiques avancent que les nouveaux termes sont maladroits ou laids, souvent de simples euphémismes substitués à des termes rigoureux concernant la race, le sexe, l'orientation sexuelle, le handicap, la religion ou la tendance politique. Les défenseurs avancent que la modification de la langue et du vocabulaire se justifie par ces quatre points :
1. les droits, possibilités ou libertés de certains sont limités à cause de la catégorisation comme membres d'un groupe frappé d'un stéréotype infamant ;
2. cette catégorisation est largement non-dite, inconsciente, et facilitée par le vocabulaire abondant ;
3. en rendant ce vocabulaire problématique, on fait prendre conscience aux gens de la façon dont ils décrivent autrui ;
4. lorsque la catégorisation est volontaire, le mérite personnel d'une personne, plus que son appartenance à un groupe, est plus apparent[réf. nécessaire] .

En linguistique, l'hypothèse Sapir-Whorf, dans une formulation stricte, avance que la langue d'une personne limite ses possibilités de pensée et de formulation. Par exemple, un vocabulaire sexiste entraîne des pensées sexistes. La plupart des linguistes penchent pour une version plus modérée, selon laquelle la façon dont nous voyons le monde est influencée par le niveau de langage que nous utilisons. La situation se complique du fait que certains groupes refusent le changement de vocabulaire que d'autres cherchent à imposer. Ainsi, les sourds n'ont jamais considéré le terme comme insultant en lui-même. Le mot « malentendant », qui s'est substitué à « sourd », et qui permet d'inclure dans le groupe ainsi créé les personnes victimes d'une diminution de l'audition à la suite d'un accident, ou du vieillissement, est ainsi considéré comme plus adapté pour cet usage. Il est cependant considéré comme discriminant par les sourds. Toutefois, en 2016, l'expression la plus courante utilisée en France dans les médias pour désigner ces personnes est « sourds et malentendants » qui échappe à cette critique[réf. nécessaire].

## Aspects politiques
Aux États-Unis, la critique du politiquement correct est fréquente dans le discours politique conservateur.
En France, la critique a longtemps été plus diffuse[réf. nécessaire] bien qu'elle vise également des vecteurs politiques et médiatiques. La critique du politiquement correct (corollaire de la critique de la bien-pensance) devient de plus en plus, en France, l'apanage des milieux conservateurs ou des partis politiques de droite — à l'image de son emploi aux États-Unis. Selon le juriste Pascal Mbongo, la dénonciation du politiquement correct est couramment pratiquée par certains commentateurs, surtout de droite, pour critiquer des inculpations ou décisions de justice visant les discours de haine, malgré les différences importantes entre les droits français et américain relatifs à la liberté d'expression.

## Aspects sociologiques
Le politiquement correct peut se rapprocher des notions de conformisme et de pensée de groupe en psycho-sociologie. Afin de se valoriser, l'individu tend à exprimer l'opinion la plus largement partagée au sein du groupe auquel il se rattache. Il se valorise ainsi de deux façons[réf. nécessaire] :
1. aux yeux du groupe en exprimant une idée qui fait consensus — une idée hétérodoxe entraînant a contrario un risque d'ostracisme ;
2. à ses propres yeux en renforçant la cohésion du groupe auquel il s'identifie.

## Aspects linguistiques

### Problème du sens
Le mot politically connaît plusieurs acceptions. La première renvoie à policy, qui signifie « politique » au sens de « doctrine » (à la fois « pratique concertée d'un État », comme dans « politique publique » ou « politique de la terre brûlée »), mais aussi « règles sociales » (comme dans « police des mœurs »), ainsi que « règles formelles ou légales applicables à l'usage d'un certain objet » (cf. la partie « policy » des modes d'emploi en anglais). La seconde acception renvoie à politics qui équivaut au sens restreint de « politique » du français contemporain (« qui concerne les affaires publiques et le gouvernement »)[réf. nécessaire] .
Inversement, les mots « correct », « correctness » ont, dans leur usage courant, un sens plus restreint et se traduiraient mieux par « exact », « exactitude »[réf. nécessaire] .
D'un point de vue linguistique, on peut dire qu'en français les expressions « politiquement correct » et « correction politique » n'ont pas beaucoup de sens en raison de la restriction d'usage du terme « politique » et de l'affaiblissement des termes « police », « policé » : ceux-ci ne sont plus que rarement employés comme synonyme de « civilité » ; ils figurent surtout dans des expressions figées telles que « police des mœurs », « mœurs policées », « langage policé ». En français contemporain le terme « politiquement » n'est associé qu'à la politique comme instrument de gouvernement.
Cette différence fait que la compréhension de l'expression est très différente pour un anglophone ou un francophone : pour le premier elle désigne généralement une manière de s'exprimer socialement admissible, alors qu'en français elle a plutôt le sens de « discours politique normatif et élusif », qu'on appelle aussi « langue de bois ».

### Usages
Lors de son acclimatation au français, l'expression visait à pointer les mêmes objets que dans son usage aux États-Unis, c'est-à-dire une certaine « police du langage » et un abus de périphrases euphémisantes. Hors l'Amérique du Nord, on ne constatait toutefois pas une telle police du langage, et l'usage de périphrases, d'euphémismes et de litotes n'était l'apanage d'aucun groupe aisément identifiable[réf. nécessaire].
En francophonie hors d'Amérique du Nord, l'expression a pris avec le temps une autre acception, devenant pratiquement synonyme de « langue de bois » : discours à base de circonlocutions, de périphrases, d'euphémismes et d'expressions figées.
Dans la catégorie du « politiquement correct, l'usage de termes tels que « handicapé », « non-voyant », « RMiste », « Africain », « migrant » est devenu quasiment obligatoire, en remplacement de termes français qui n'avaient rien de particulièrement stigmatisant comme « infirme » ou « invalide », « aveugle », « nécessiteux » ou « pauvre », « noir », « immigré ».
Le terme « handicapé » s'est substitué à « infirme » vers 1973-1974.
Le langage contemporain tend à évacuer toute trace de négativité ou d'effet défavorable. Ainsi une « augmentation » des prix devient par exemple un « réajustement », bien qu'une diminution reste qualifiée de diminution. Le « bas de gamme » se voit remplacé par « entrée de gamme », bien que le haut de gamme reste inchangé. Les victimes civiles d'une action militaire sont appelées « dommages collatéraux ». Le « bombardement nucléaire » d'une ville se voit qualifié de « vitrification ». Les licenciements deviennent des « mesures d'ajustement des effectifs » ou un « plan social », etc.[réf. nécessaire]
D'autres termes comme « homosexuel », « lesbienne », « SDF », « trisomique », « sans-papier », « métis » ont remplacé des expressions devenues stigmatisantes comme « pédéraste », « gouine », « vagabond », « clochard », « mongolien », « immigré clandestin », « mulâtre ».[réf. nécessaire] Les notions les plus problématiques font l'objet d'une réactualisation régulière du terme en vigueur, chaque nouveau terme acquérant au bout de quelques années les connotations négatives intrinsèquement liées à la notion dont on cherche pourtant à occulter toute négativité — phénomène désigné par la formule « euphemism treadmill (en) » soit « tapis roulant euphémistique ». Ainsi, « vieux » a été supplanté par « personne âgée », puis à nouveau par « senior » francisé en « sénior ». « Nègre » a été remplacé par « noir » puis par « personne de couleur », puis de plus en plus par « black », soit un terme anglais qui est l'équivalent exact de « noir », mais qui est censé moins heurter les sensibilités…
L'humoriste George Carlin a évoqué ce phénomène, prenant notamment l'exemple du syndrome d'effondrement psychique et endocrinologique des soldats au combat : durant la Première Guerre mondiale, on appelait ce syndrome « shellshock », soit un terme direct et explicite, évoquant par sa sonorité même la brutalité du combat armé ; puis durant la Seconde Guerre mondiale, le même syndrome a été renommé « battle fatigue », soit un terme plus long (deux mots, quatre syllabes) et à la connotation nettement plus douce ; puis durant la guerre de Corée ce syndrome a été requalifié en « operational exhaustion », une expression encore plus longue (huit syllabes) et à la tonalité mécanique, évacuant toute humanité de la formulation, évoquant un problème qui pourrait affecter une voiture ; puis enfin durant la Guerre du Viêt Nam, cette même condition a été rebaptisée « post-traumatic stress disorder » (expression réduite à l'acronyme « PTSD »), une expression aussi longue que la précédente, mais avec un trait d'union en plus, et basée sur un jargon psychiatrique qui oblitère la réalité de la douleur des personnes concernées ; et il concluait en disant que si cette condition s'était encore appelée « shellshock », les vétérans du Viêt Nam auraient certainement bénéficié de l'attention et de la compassion dont ils avaient besoin.

## Critiques du politiquement correct

### Un instrument au service de latyrannie des minorités
Pour le sociologue Raymond Boudon, « contre l’idée reçue qui tend à imputer le politiquement correct à la tyrannie de la majorité, il résulte en réalité plutôt de la tyrannie des minorités. On le vérifie à ce que, sur bien des sujets, le politiquement correct heurte en réalité l’opinion. Car il est le fait davantage de minorités actives et de groupes d’influence que de l’opinion elle-même ».
Pour cet auteur, le phénomène peut s'expliquer par l'effet Olson, désignant un mécanisme par lequel une minorité organisée et décidée peut imposer ses vues à un groupe plus large mais désorganisé et au sein duquel chacun fait le raisonnement implicite que les autres parmi son groupe s'occuperont de résister pour lui.
Pour le philosophe Dominique Lecourt, le politiquement correct est « une rhétorique de dissuasion », « un moyen d'intimidation qui laisse penser qu'il existerait une pensée unique, une voie droite par rapport à laquelle nous devrions tous être jugés ». Il est devenu par le biais de lois dites antiracistes ou mémorielles « un instrument de conquête du pouvoir » utilisé par « des minorités actives bien organisées qui répandent leur conformisme propre », « souvent de tonalité religieuse ».

### Une diminution de la liberté d'expression
Pour le philosophe Jean-Claude Michéa, le politiquement correct témoigne de la « juridification croissante des relations sociales », s'élevant au détriment de la common decency (en) défendue par George Orwell, c'est-à-dire les vertus élémentaires de la vie en société.
Pour Jean Dutourd, romancier et éditorialiste français, dans un discours à l'Académie française, un homme politiquement correct est :

« [un homme qui tient pour] bienfaisante, incontestable, irréfutable, et pour tout dire obligatoire, une certaine philosophie politique qui, extérieurement, a l'air d'être le fruit de la morale, de la tolérance, de l'humanitarisme, du progressisme, de l'égalité, de l'esprit démocratique, alors qu'elle n'est en réalité que l'expression la plus autoritaire du conformisme international, lequel, sous couleur d'idéalisme, peut se livrer à un pragmatisme effréné qui ne recule pas à l'occasion devant le crime,. »

Pour Jacques Barzun, historien et théoricien de l'éducation franco-américain, « le politiquement correct ne légifère pas sur la tolérance ; il ne fait qu'organiser la haine » (« Political correctness does not legislate tolerance; it only organizes hatred »).
Dans les années 2000, le journaliste Éric Zemmour développe l'idée que le refus d'utiliser un langage politiquement correct est criminalisé, et condamne la « logique inquisitoriale » qui serait celle des associations anti-racistes.
Dans un discours au Parlement du Royaume-Uni, le 2 septembre 2014, Theresa May, alors secrétaire d'État à l'Intérieur, fustige l'« institutionnalisation du politiquement correct » qu'elle classe parmi les causes de l'incurie des autorités locales dans l'affaire des viols collectifs de Rotherham,,.

### Un instrument de domination de classe
Le géographe Christophe Guilluy, intellectuel polémique porteur de thèses qui suscitent la sympathie de l’extrême droite, considère que le politiquement correct est avant tout une arme de classe très efficace contre l'ancienne classe moyenne. Cette novlangue serait d'abord un instrument de domination, la mise en avant des minorités offrant une caution sociale à un système qui exclut la majorité des classes populaires. Cette instrumentalisation s'accompagnerait d'un diversity business très avantageux pour les grandes entreprises.

## Défense du politiquement correct
Pour ses défenseurs, comme le philosophe Jacques Derrida, le politiquement correct est, à l'inverse, un cadre qui fait valoir une éthique et des principes. La critique systématique du politiquement correct serait dangereuse car elle annihilerait toute pensée critique par sa seule force d'intimidation : « Dès que quelqu'un s'élève pour dénoncer un discours ou une pratique, on l'accuse de vouloir rétablir un dogmatisme ou une “correction politique”. Cet autre conformisme me semble tout aussi grave. Il peut devenir une technique facile pour faire taire tous ceux qui parlent au nom d'une cause juste ».
Selon le sociologue Philippe Corcuff, certains auteurs prétendant parler de façon politiquement incorrecte s'exonèrent par là même d'argumentation : « Il suffit de dire que l’on va à l’encontre du supposé “politiquement correct” (par exemple, l’antiracisme) et de prétendus “tabous” (par exemple, l’égalité entre les femmes et les hommes) diffusés par “les médias dominants”, sans vraiment d’arguments, de connaissances établies et/ou de faits solidement constatés, pour avoir raison ».
Selon le journaliste Jean Birnbaum, qui s'appuie sur l'ouvrage De quoi demain… coécrit par Jacques Derrida, l'accusation d'être « bien-pensant », « politiquement correct », est devenue presque automatique pour disqualifier « toute pensée critique », « au prétexte de combattre les abus d'une certaine gauche intellectuelle ». Par ailleurs, toujours selon Jean Birnbaum : « les champions du “politiquement incorrect” sont les rois du prime time » ; « leur posture, qui se prétend rebelle, jouit d'une domination sans partage ». On peut émettre l'hypothèse d'un décalage d'époque : les pourfendeurs du "politiquement correct", assimilé à une "pensée unique", semblent se référer aux années 80 et 90, quand les intellectuels de gauche disposaient en effet en France d'un magistère moral et médiatique ; mais depuis plus d'une décennie désormais, les positions dites "réactionnaires" ou "conservatrices" s'imposent largement dans de très nombreux médias - en particulier des chaînes d'information ou de divertissement,,.
Pour Isabelle Barbéris, le politiquement correct forme un système clos avec le politiquement incorrect, le premier étant la surréaction puritaine aux pulsions excessives du second, ce qui finit par figer la pensée : « Le politiquement correct est paradoxal, car il relève à la fois d’une certitude du bien (c’est le fameux « signalement vertueux », la haine vertueuse), mais c’est aussi une figure de l’incertitude qui se manifeste par la peur d’offenser, une inhibition qui ronge et émousse la pensée, la rencontre. Un alliage de violence et d’inhibition maladive. Je mets le politiquement incorrect dans le même sac : le nihilisme, le cynisme alimentent la réaction puritaine. C’est la connerie du « piège réactif », pour citer l’expression du philosophe Karan Mersch. On a le « pur » Geoffroy de Lagasnerie parce qu’on a eu l’« impur » Thierry Ardisson, et c’est au fond la même logique d’excès convoité par les médias, ce qui explique leur succès respectif ».

## Applications de l'expression
Au XXIe siècle, l'expression est devenue d'usage beaucoup plus courant[réf. nécessaire], mais avec des différences selon les pays. Pour prendre les quatre principaux pays francophones :
- en Belgique et en France, l'absence à la fois de groupes politiques et idéologiques d'orientation libérale ou conservatrice qui soient organisés et importants[réf. nécessaire], et d'organisations ou de groupes de pression tendant à promouvoir la « correction politique » qui aient une base sociale, politique ou universitaire forte, fait que dans ces deux pays son usage comme instrument politique de dénigrement de groupes adverses reste assez marginal et d'une faible efficacité[réf. nécessaire] ; son usage le plus courant y est plutôt une mise en cause de certaines élites et la dénonciation d'une tendance — réelle ou supposée — des administrations à jargonner, à abuser d'un langage hermétique et creux[réf. nécessaire] ;
- au Canada, la proximité culturelle avec les États-Unis, une structure des groupes politiques voisine, font que l'usage et la fonction de l'expression correspond beaucoup à l'emploi qu'on en fait aux États-Unis, tenant compte, pour le Québec, des différences d'acception tenant à la langue évoquées supra ;
- la Suisse enfin est dans une situation intermédiaire : si l'on y trouve des groupes politiques d'orientation libérale ou conservatrice plus structurés qu'en France et en Belgique, on n'y constate pas, en revanche, de tendance à la « correction politique », ce qui fait que l'usage de dénigrement politique y est plus répandu, mais que ce discours n'a pas de cible clairement identifiable[pas clair].

## Usage satirique
Les modifications de la langue dans le sens du politiquement correct ont une histoire dans la satire et la comédie.
Un des thèmes majeurs de la bande dessinée Dilbert est le vocabulaire abscons de son encadrement, visant à masquer son manque de morale et son incompétence.
Un exemple parmi les plus précoces et les plus connus est le livre Politically Correct Bedtime Stories, de James Finn Garner, dans lequel les contes de fée sont réécrits d'un point de vue politiquement correct exagéré. Les rôles du bon et du méchant sont inversés, dans le but de montrer que le politiquement correct ignore ou inverse la moralité. La satire du politiquement correct est largement déclinée dans les médias nord-américains aujourd'hui.

## Citations
« Si tous les imprimeurs s'interdisaient d'imprimer tout ce qui pourrait offenser quelqu'un, il y aurait très peu de livres. »

— Benjamin Franklin

#### Contexte francophone
- Jacques André, L'inconscient est politiquement incorrect, Stock, 2018, présentation sur le site de Stock, consulté le 26 avril 2021, [lire en ligne]
- [Antoine 2001] Gérald Antoine, chap. 3 « De la “langue de bois” au “politiquement correct” », dans Catherine Rannoux et Éric Bordas (études réunies et présentées par), Clichés et clichages : mélanges Anne-Marie Perrin-Naffakh, Poitiers, Faculté de Lettres et Langues de l'Université de Poitiers, coll. « La Licorne / revue de langue et littérature françaises » (no 59), décembre 2001, 1re éd., 1 vol., 313, 15,5 × 22,5 cm (ISBN 2-911044-70-3 et 978-2-911044-70-0, OCLC 491073474, SUDOC 060836962, présentation en ligne), part. 2 (« Imaginaire linguistique »), p. 121-132 (lire en ligne [PDF]).
- Isabelle Barbéris, L'art du politiquement correct. Le nouvel académisme anticulturel, Paris, PUF, 2019, 208 p.  (ISBN 978-2130804789).
- Philippe Bernier Arcand, Faux rebelles: les dérives du "politiquement incorrect", Montréal, Poètes de brousse, 2022, 148 p.  (ISBN 978-2-925226-05-5)
- Mathieu Bock-Côté, L'Empire du politiquement correct : essai sur la respectabilité politico-médiatique, Paris, Éditions du Cerf, 2019, 299 p. (ISBN 978-2-204-11636-7).
- Pierre Daninos : Le Jacassin
- Gustave Flaubert : Dictionnaire des idées reçues
- François-Bernard Huyghe, La Langue de coton, Paris, Robert Laffont, 1991, 186 p.  (ISBN 978-2221065310)
- Alice Krieg-Planque, « Politiquement correct », Publictionnaire. Dictionnaire encyclopédique et critique des publics. Mis en ligne le 10 déc. 2021.
- Georges Lebouc : Parlez-vous le politiquement correct ?, Bruxelles, Racine, 2007.
- Philippe Mangeot, « Bonnes conduites ? Petite histoire du “politiquement correct” », Vacarme no 1, hiver 1997 [lire en ligne]
- Marion Rousset, « Le politiquement correct à toutes les sauces », lemonde.fr (rubrique Culture et Idées), 21 mai 2015.

#### Contexte anglophone
- Aufderheide, Patricia. (ed.). 1992. Beyond P.C.: Toward a Politics of Understanding. Saint Paul, Minnesota: Graywolf Press.
- Paul Berman, (ed.). 1992. Debating P.C.: The Controversy Over Political Correctness on College Campuses. New York, New York: Dell Publishing.
- Switzer, Jacqueline Vaughn. Disabled Rights: American Disability Policy and the Fight for Equality. Washington DC: Georgetown University Press, 2003.
- Wilson, John. 1995. The Myth of Political Correctness: The Conservative Attack on High Education. Durham, North Carolina: Duke University Press.

##### Défenseurs du politiquement correct
- Dinesh D'Souza, Illiberal Education: The Politics of Race and Sex on Campus New York: Macmillan, Inc./The Free Press, 1991,  (ISBN 0684863847)
- Henry Beard and Christopher Cerf, The Official Politically Correct Dictionary and Handbook, Villard Books, 1992, paperback 176 pages,  (ISBN 0586217266)
- Nat Hentoff, Free Speech for Me - But Not for Thee, HarperCollins, 1992,  (ISBN 006019006X)
- Diane Ravitch, The Language Police: How Pressure Groups Restrict What Students Learn, Knopf, 2003, hardcover, 255 pages,  (ISBN 0-375-41482-7)
- Nigel Rees, The Politically Correct Phrasebook: what they say you can and cannot say in the 1990s, Bloomsbury, 1993, 192 pages,  (ISBN 0747514267)
- Arthur Schlesinger Jr., The Disuniting of America: Reflections on a Multicultural Society, W.W. Norton, 1998 revised edition,  (ISBN 0393318540)
- The Politically Correct Scrapbook by John and Laura Midgley illustrated by Beverley Rodgers  (ISBN 0955207800) - a collection of examples of political correctness etc. Available from the Campaign Against Political Correctness

##### Sceptiques à l'égard du politiquement correct
- Ellen Messer-Davidow. 1993. "Manufacturing the Attack on Liberalized Higher Education." Social Text, Fall, p. 40–80.
- Ellen Messer-Davidow. 1994. "Who (Ac)Counts and How." MMLA (The Journal of the Midwest Modern Language Association), vol. 27, no. 1, Spring, p. 26–41.
- Scatamburlo, Valerie L. 1998. Soldiers of Misfortune: The New Right's Culture War and the Politics of Political Correctness. Counterpoints series, Vol. 25. New York: Peter Lang.
- Debra L. Schultz. 1993. To Reclaim a Legacy of Diversity: Analyzing the "Political Correctness" Debates in Higher Education. New York: National Council for Research on Women.
- P. Lauter. 1995. "'Political correctness' and the attack on American colleges." In M. Bérubé & C. Nelson, Higher education under fire: Politics, economics, and the crisis in the humanities. New York, NY: Routledge.